# Daphnusa ocellaris
Espèce
Le papillon du durian (Daphnusa ocellaris) est un papillon de nuit. Sa classification entomologique est la suivante :
lépidoptères de la famille des Sphingidae, sous-famille des Smerinthinae, tribu des Smerinthini, genre Daphnusa . C'est l’espèce type pour le genre.

## Répartition et habitat
Répartition
L'espèce est connue, dans le Nord de l'Inde, au Népal, en Thaïlande, dans le Sud de la Chine (Yunnan), en Malaisie (péninsulaire, Sarawak), en Indonésie (Sumatra, Java, Kalimantan) et aux Philippines .

## Description
L'envergure de l'imago varie de 80 à 112 mm.

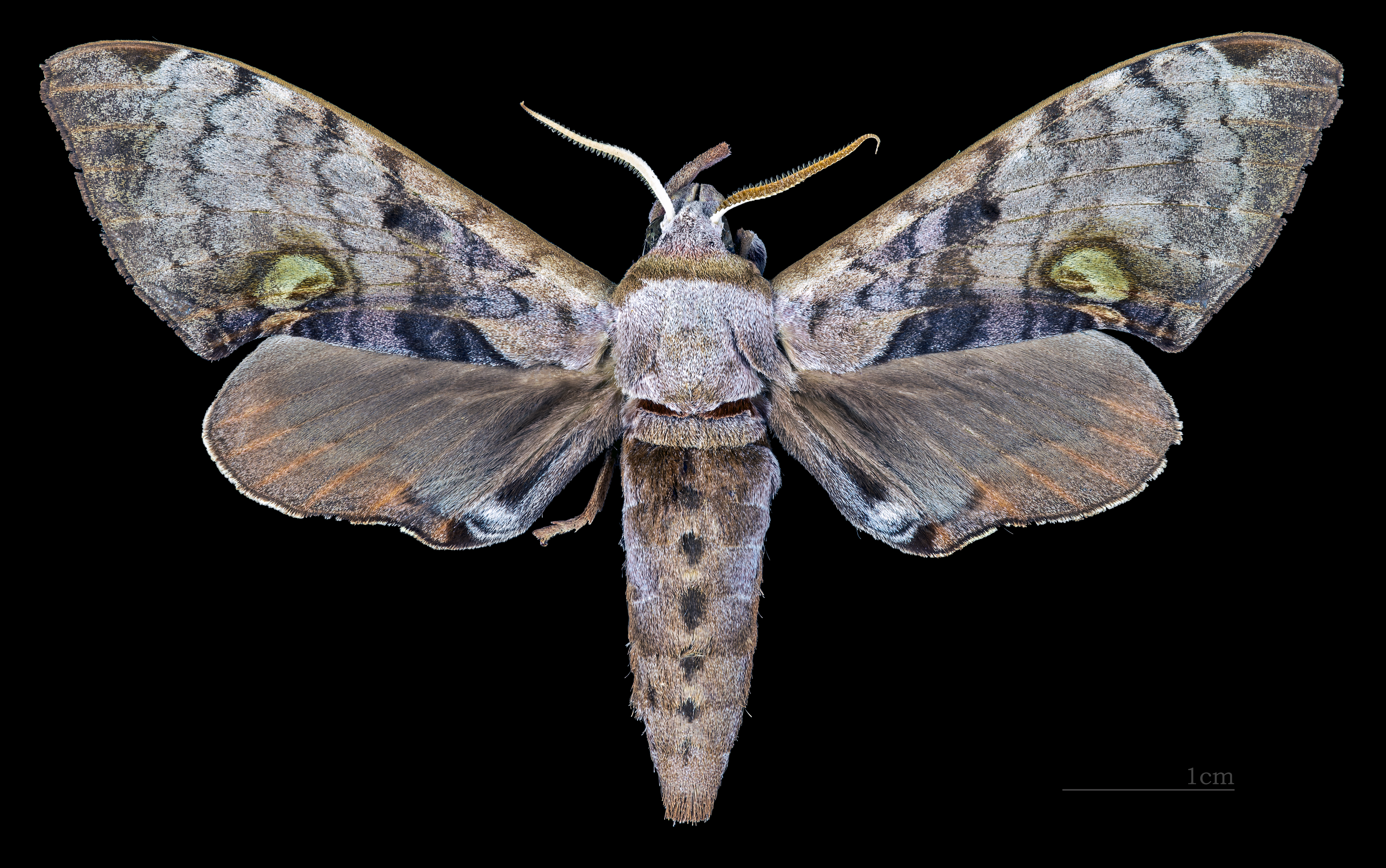
Avers du mâle (coll.MHNT)
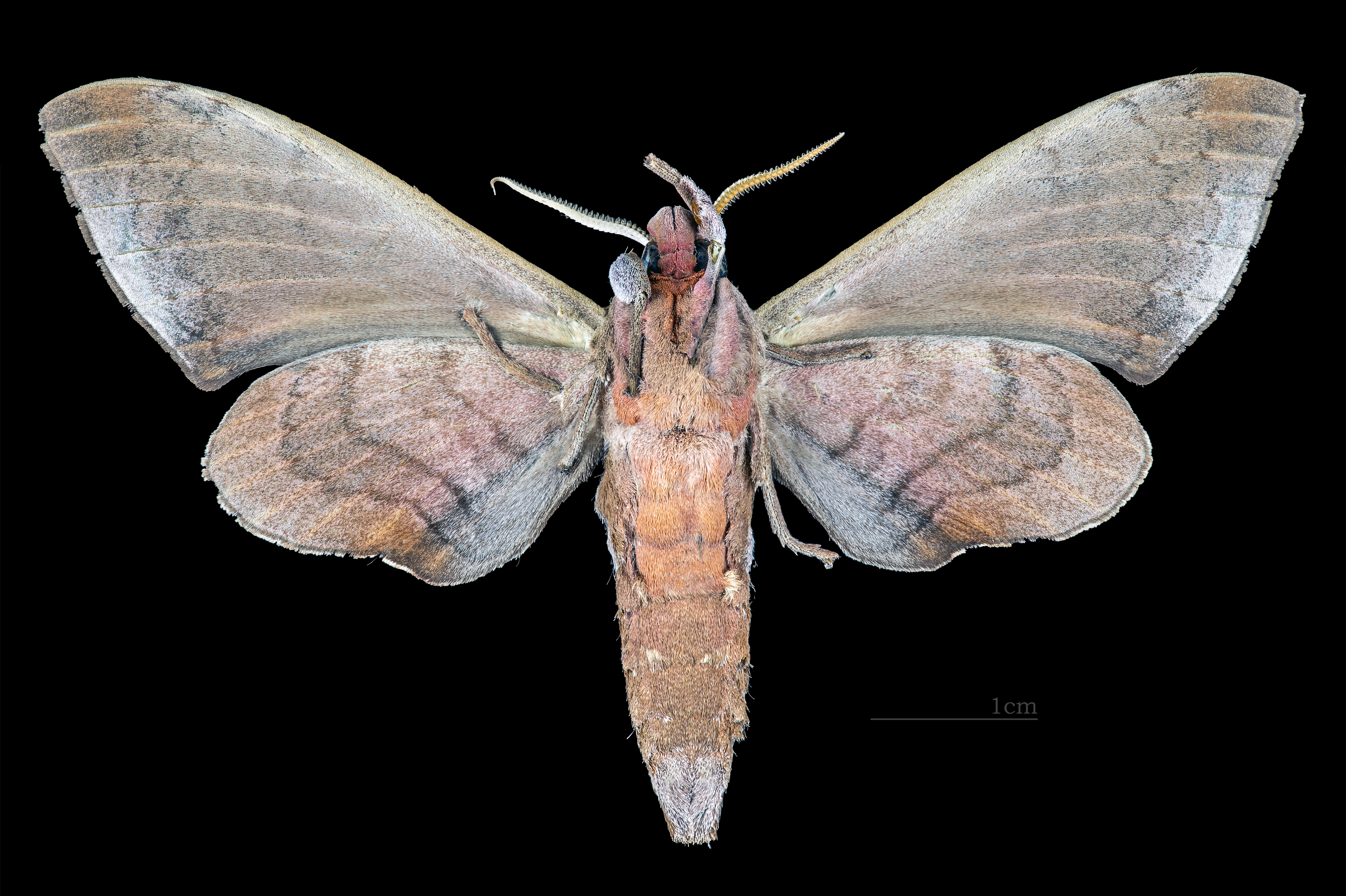
Revers du mâle (coll.MHNT)
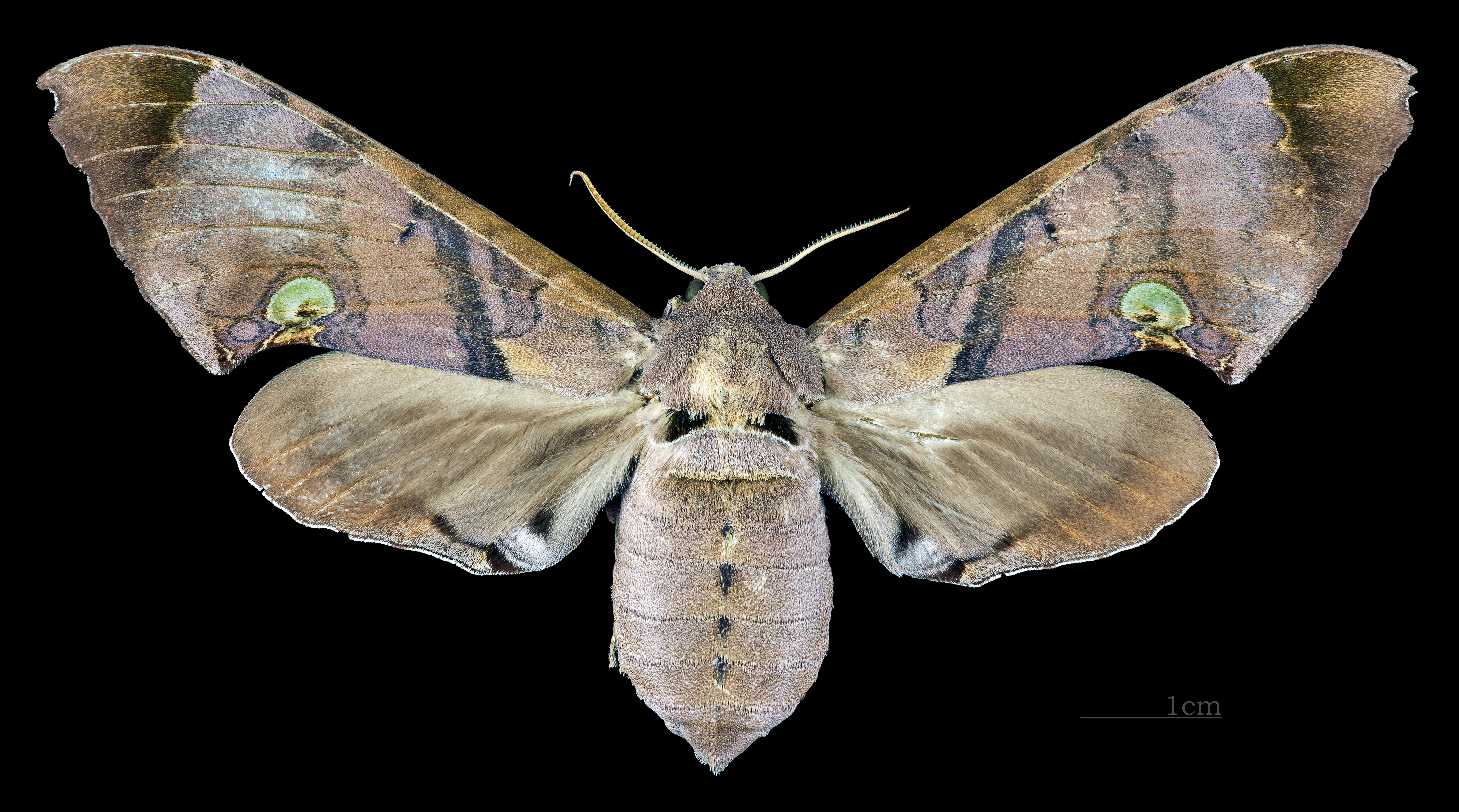
Avers de la femelle (coll.MHNT)
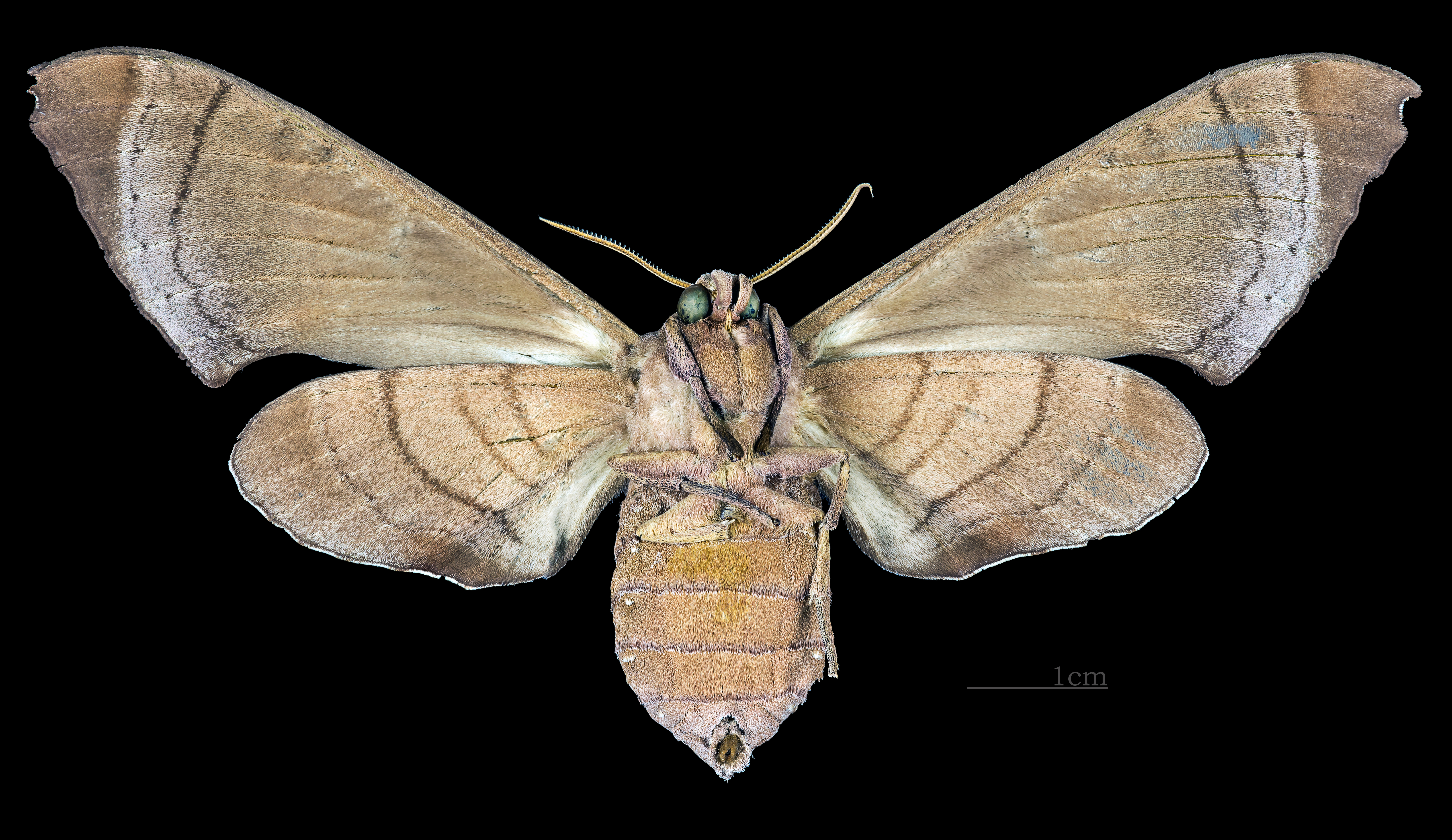
Revers de la femelle (coll.MHNT)

## Biologie
Les chenilles se nourrissent sur les espèces des genres Nephelium et Durio .

## Systématique
- L'espèce a été décrite par l'entomologiste britannique Francis Walker en 1856[1].

### Synonymie
- Daphnusa orbifera Walker, 1862
- Smerinthus oculata Boisduval, 1875
- Daphnusa oculata  (Boisduval, [1875])
- Daphnusa fruhstorferi  (Huwe, 1895)
- Allodaphnusa fruhstorferi Huwe, 1895